# Vitale (arcivescovo di Milano)
Vitale (Milano, ... – Milano, 555) fu arcivescovo di Milano dal 552 fino alla sua morte.

## Biografia
Poche e frammentarie sono le notizie sul vescovo milanese Vitale. Secondo un antico Catalogus archiepiscoporum Mediolanensium,  il suo episcopato si colloca tra quelli di Dazio, deceduto tra febbraio e luglio 552, e di Ausano. Il medesimo catalogus gli assegna 4 anni di governo e lo dice sepolto nella basilica di San Vitale. Tradizionalmente il suo episcopato è assegnato agli anni 552-555.
Secondo l'ordine dei vescovi riportato da questo catalogo, Vitale viene identificato con l'anonimo vescovo milanese di cui parla papa Pelagio I in una lettera scritta nel marzo 559 al patrizio di Ravenna Valeriano, nella quale il pontefice ricorda le circostanze della nomina e dell'elezione del vescovo milanese, avvenuta quando ancora la Venetia et Histria era in mano al re ostrogoto Totila. Questa indicazione cronologica permette di stabilire che Vitale diventò vescovo di Milano tra febbraio 552, epoca in cui è documentato per l'ultima volta il vescovo Dazio, e i primi di luglio dello stesso anno, quanto Totila trovò la morte sul campo di battaglia, sconfitto dalle truppe bizantine di Narsete. Nella sua lettera, il pontefice ricorda come fu lo stesso Valeriano ad impedire che la consacrazione del nuovo vescovo milanese avvenisse prima di aver ottenuto il consenso dell'imperatore; e che fu ancora per opera del nobile patrizio che l'eletto e il suo consacrante, il vescovo di Aquileia Macedonio, vennero condotti a Ravenna per la cerimonia di consacrazione.
Alcuni autori hanno voluto identificare il vescovo milanese Vitale con l'omonimo vescovo di cui parla Venanzio Fortunato in due poemi scritti prima della sua partenza per la Gallia, avvenuta nel 565. Questo vescovo, di cui non è riportata la sede episcopale di appartenenza, ma che fu certamente un prelato dell'Italia settentrionale, è lodato per aver fatto edificare una basilica in onore dell'apostolo Andrea, dove fece deporre una serie di reliquie di santi e di martiri. Nei due poemi non vi sono tuttavia elementi certi per identificare il vescovo Vitale di cui parla Venanzio Fortunato con l'arcivescovo milanese; nello stesso periodo infatti è documentata l'esistenza di un altro vescovo di nome Vitale, quello di Altino, attestato nel 567.
Una tradizione, che non ha alcun fondamento storico, associa Vitale all'aristocratica famiglia milanese dei Cittadini, alla quale sarebbe appartenuto anche il vescovo Costanzo, vissuto sul finire del VI secolo.

## Genealogia episcopale e successione apostolica
La genealogia episcopale è:
- Arcivescovo Macedonio
- Arcivescovo Vitale

La successione apostolica è:
- Patriarca Paolino I (557)